# Leipziger Meuten
I Leipziger Meuten ("le bande di Lipsia") erano gruppi anti-nazisti di adolescenti e giovani adulti a Lipsia, nella Germania nazista, tra il 1933 e il 1945. Erano simili agli Edelweisspiraten ma, provenendo dalla tradizione delle organizzazioni operaie socialiste e comuniste operanti nella Repubblica di Weimar, avevano una più precisa identità politica e una migliore organizzazione.

## Storia
Divennero maggiormente attivi nei dintorni di Lipsia intorno al 1937, quando la Gioventù hitleriana incominciò ad esercitare una sempre crescente pressione sui ragazzi di ambo i sessi affinché entrassero nelle sue file. Erano in gran parte operai, apprendisti e commessi di negozio. In genere si raggruppavano nei cinema, nelle piscine pubbliche e nei bar dei quartieri operai, dove si parlava di politica o si giocava a carte; oppure si riunivano insieme alle ragazze per compiere escursioni o per ascoltare radio Mosca. Si riconoscevano per l'abbigliamento non convenzionale e multicolore, tipico delle organizzazioni giovanili del periodo repubblicano, e per i fazzoletti rossi.
Al contrario di altri gruppi simili, non erano interessati ad attività illegali, anche come forma di sabotaggio verso il regime nazista. Invece, cercavano apertamente lo scontro con le squadre della Gioventù Hitleriana (che dal 1937 pattugliavano le strade come forma di controllo verso la gioventù tedesca e per punire i ragazzi che avevano lasciato l'organizzazione o appartenevano ai numerosi gruppi giovanili nati fuori dal controllo statale), i cui membri erano disdegnati come bigotti e snob in quanto estranei alla cultura popolare e operaia della quale loro andavano fieri. Uno dei loro slogan preferiti era: "Picchia gli HJ dovunque li incontri!".
All'inizio della seconda guerra mondiale il loro numero era stimato in circa 1 500 membri. C'erano "Meuten" anche a Dresda e in altre città della Sassonia, ma le notizie sulla loro attività sono scarse, probabilmente perché non diedero mai alle autorità naziste sufficienti motivi per perseguirli a causa del loro numero modesto. Presso il Schulmuseum (museo della scuola) di Lipsia vi è una mostra permanente a loro dedicata.